# ケレタロ・コンスピレーターズ
ケレタロ・コンスピレーターズ（Conspiradores_de_Querétaro）は、メキシコのプロ野球チーム。
本拠地：エスタディオ・コンスピラドーレス（ケレタロ州ウィミルパン）. ケレタロ・コンスピレーターズ（2024年～）